# Дженніфер Мундел
Дженніфер Мундел (англ. Jennifer Mundel; нар. 20 січня 1962) — колишня південноафриканська тенісистка.
Найвищу одиночну позицію світового рейтингу — 55 місце досягла 15 серпня 1983 року.
Здобула 1 одиночний титул.
Найвищим досягненням на турнірах Великого шолома були чвертьфінали в одиночному та парному розрядах.

## Фінали

### Одиночний розряд (1 перемога)
| Результат | W/L | Дата     | Турнір                     | Покриття | Суперниця        | Рахунок  |
| --------- | --- | -------- | -------------------------- | -------- | ---------------- | -------- |
| Перемога  | 1–0 | Вер 1983 | Bakersfield Open 1983, США | Тверде   | Джулі Гаррінгтон | 6–4, 6–1 |